# José Murguía

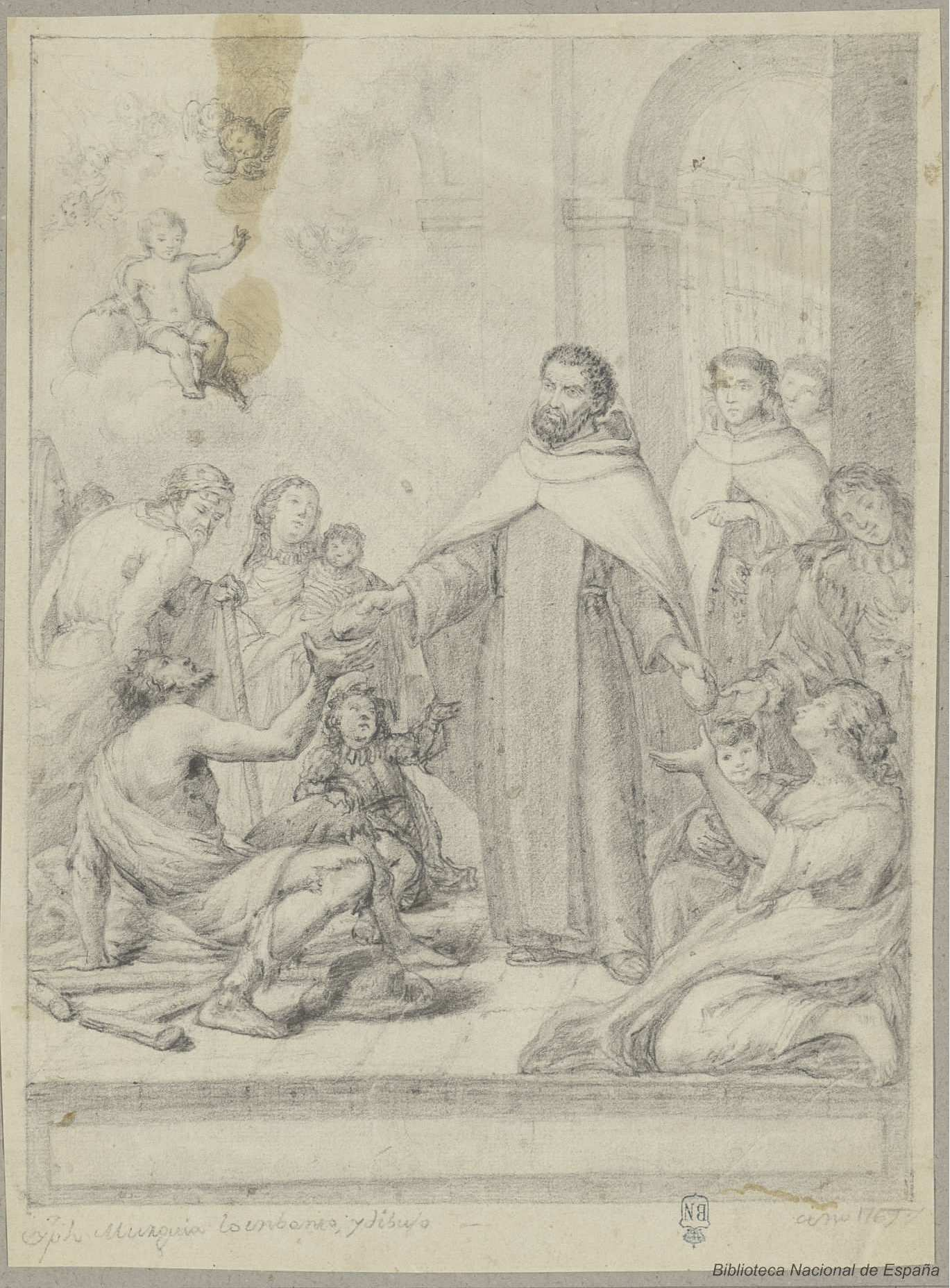
Santo Carmelita repartiendo limosnas. Dibujo a lápiz negro sobre papel verjurado amarillento. Inscripción manuscrita: «Jph Murguia lo inbentó, y dibujó año 1769». Biblioteca Nacional de España.

José Murguía (Montalbo, 1736-Madrid, 1776) fue un calcógrafo español, discípulo de Juan Bernabé Palomino en la Real Academia de Bellas Artes de San Fernando.

## Biografía y obra
Al ponerse en marcha las enseñanzas de grabado en la Academia de San Fernando, en agosto de 1753, fue, junto con Juan Minguet y Hermenegildo Víctor Ugarte, uno de los tres alumnos elegidos por Juan Bernabé Palomino para cursar los estudios, aunque las clases, según indica Ceán Bermúdez, aún hubieron de impartirse en casa del maestro por falta de medios en el local académico. Como alumno Murguía tuvo un comportamiento indisciplinado, con continuas faltas a las clases, lo que derivó, aunque se le reconocía la habilidad para el dibujo, en varias amonestaciones y la imposición de multas con descuento de los haberes que como pensionado le correspondían, hasta llegar a la cancelación definitiva de su pensión, ya el 2 de febrero de 1758, tras informar el conserje a la junta que no había asistido a las clases en todo el mes anterior, a pesar de que se le podía ver paseando por la corte sin enfermedad que se lo impidiese. En septiembre, diciéndose pobre y sin medios con que mantenerse, presentó un escrito solicitando su readmisión «como el hijo pródigo», al tiempo que reconocía sus yerros, pero la junta rechazó readmitirlo por el mal ejemplo que se daría y las «muy repetidas pruebas de la incorregibilidad de este pretendiente».
Murguía, no obstante lo indisciplinado de su comportamiento y la definitiva exclusión de sus enseñanzas, no dejó de colaborar con las principales colecciones promovidas por la institución en esos años: la serie de Vistas de Madrid, Aranjuez y Segovia dibujadas por Diego de Villanueva, director de arquitectura de la academia, para la que proporcionó la Vista del Palacio de Aranjuez por la parte del camino de Madrid, y la serie de los reyes de España, para la que se le confiaron los retratos de Juana, reina de Castilla y León, y de Felipe, su esposo, y el de Carlos I de España por pintura de Tiziano, fechados ambos en 1763. Esta última lámina mereció incluso el aplauso de los académicos al serles mostrada en la junta, «y declararon está hecha con especial primor y acierto, en cuya atención se le concedió la gratificación de setecientos veinte reales de vellón y se le mandó grabe otra a elección del Sr. Viceprotector».
Para otro de los empeños académicos, el de las Antigüedades árabes de España por dibujos de José de Hermosilla, que solo vería la luz muchos años más tarde, grabó en 1769 el Plano y elevación de la Puerta principal de la Fortaleza de la Alhambra, y con Minguet e Hipólito Ricarte, proporcionó las nuevas ilustraciones para la Descripción del Real Monasterio de San Lorenzo del Escorial: su magnífico templo, panteón y palacio: compendiada de la descripción antigua, y exornada con nuevas vistosas láminas de su planta y montea, edición resumida y actualizada por el padre Andrés Jiménez de la célebre descripción del padre Francisco de los Santos.
En cuanto a estampas de devoción, primordial fuente de ingresos para los burilistas españoles, abrió en 1758, por dibujo de un fraile trinitario, la lámina con el verdadero retrato de la imagen de Jesús Nazareno, «Cautiva y ultrajada de los moros. Rescatada por los Relig[iosos] Descalzos de la SSma. Trinidad el año 1682», imagen de las más devotas de Madrid, venerada ahora con el nombre de Cristo de Medinaceli, y sufragada por los catalanes residentes en la Corte, en 1764, la imagen de la Virgen de Montserrat como se encontraba expuesta a la devoción en el Hospital de los Reinos de la Corona de Aragón en Madrid.
También en este género, entre varias otras, firmó en 1770, diciéndose discípulo premiado de la Real Academia de San Fernando, la lámina con los Verdaderos Retratos de las Efigies de nuestro Salvador, como se veneraban en la bóveda de la capilla del Cristo de la iglesia de San Ginés de Madrid. Autor tanto del dibujo como del grabado, la lámina reproduce un muro de pared de la cripta con tres hornacinas sobre una cartela ovalada, y en ellas las tres esculturas napolitanas regaladas a la Congregación del Santísimo Cristo por el marqués de Mejorada en 1699, que eran, según Tormo, el Nazareno (La caída de Cristo camino del Calvario) de Nicola Fumo, conservada en la misma iglesia de san Ginés pero trasladada a la capilla de la Virgen de las Angustias, el Cristo a la columna de Giacomo Colombo y un Ecce-Homo, anónimo, estas dos depositadas ahora en la catedral de la Almudena.